# Jake O'Brien (cầu thủ bóng đá)
Jake O'Brien (sinh ngày 15 tháng 5 năm 2001) là cầu thủ bóng đá chuyên nghiệp người Ireland hiện tại đang thi đấu ở vị trí trung vệ cho câu lạc bộ Lyon tại Ligue 1.

## Đầu đời
Sinh ra tại Hạt Cork, O'Brien lớn lên ở Youghal, và tuối thơ của anh gắn liền với môn đấm bốc và bóng gậy cong hurling, giành chức vô địch quốc gia ở cấp độ U-14.

## Sự nghiệp thi đấu

### Cork City
O'Brien thi đấu cho câu lạc bộ Cork City trước khi chuyển đến câu lạc bộ Crystal Palace tại Giải bóng đá Ngoại hạng Anh theo dạng cho mượn vào tháng 2 năm 2021, và chuyển đến câu lạc bộ vào tháng 8 năm 2021. Anh ra sân cho đội U-23, bao gồm cả EFL Trophy. Anh chuyển đến Swindon Town theo dạng cho mượn vào tháng 1 năm 2022, ra sân 21 lần.

#### Cho mượn tại Molenbeek
Vào tháng 8 năm 2022, O'Brien được cho mượn tại câu lạc bộ RWD Molenbeek, cùng với đồng đội Luke Plange. RWD Molenbeek đủ điều kiện tham gia trận play-off thăng hạng Giải bóng đá vô địch quốc gia Bỉ ngay mùa đầu tiên với đội bóng, hơn 1 điểm so với Beveren khi giải chỉ còn 2 trận đấu. O'Brie giành được danh hiệu đầu tiên trong sự nghiệp khi Molenbeek vô địch giải đấu.

### Lyon
Vào tháng 8 năm 2023, anh ký hợp đồng với câu lạc bộ Lyon tại Ligue 1, ra mắt cho đội bóng trong trận thua 0-2 trước Reims vào ngày 1 tháng 10 năm 2023. Vì vậy, anh trở thành cầu thủ người Ireland đầu tiên thi đấu tại Ligue 1 kể từ năm 2000.

## Sự nghiệp quốc tế
Anh từng đại diện cho Ireland ở cấp độ U-21, ra sân 11 lần từ năm 2021 đến 2022.

## Thống kê sự nghiệp
Tính đến 12 tháng 11 năm 2023
| Câu lạc bộ            | Mùa giải            | Giải đấu                                 | Giải đấu | Giải đấu | Cúp quốc gia | Cúp quốc gia | League Cup | League Cup | Khác | Khác | Tổng cộng | Tổng cộng |
| Câu lạc bộ            | Mùa giải            | Hạng đấu                                 | Trận     | Bàn      | Trận         | Bàn          | Trận       | Bàn        | Trận | Bàn  | Trận      | Bàn       |
| --------------------- | ------------------- | ---------------------------------------- | -------- | -------- | ------------ | ------------ | ---------- | ---------- | ---- | ---- | --------- | --------- |
| Cork City             | 2019                | Giải bóng đá Ngoại hạng Cộng hòa Ireland | 1        | 0        | 0            | 0            | 0          | 0          | 0    | 0    | 1         | 0         |
| Cork City             | 2020                | Giải bóng đá Ngoại hạng Cộng hòa Ireland | 8        | 0        | 1            | 0            | —          | —          | 3    | 0    | 12        | 0         |
| Cork City             | 2021                | Giải bóng đá Ngoại hạng Cộng hòa Ireland | 0        | 0        | 0            | 0            | —          | —          | 0    | 0    | 0         | 0         |
| Cork City             | Tổng cộng           | Tổng cộng                                | 9        | 0        | 1            | 0            | 0          | 0          | 3    | 0    | 13        | 0         |
| Crystal Palace (mượn) | 2020–21             | Giải bóng đá Ngoại hạng Anh              | 0        | 0        | 0            | 0            | 0          | 0          | —    | —    | 0         | 0         |
| U-21 Crystal Palace   | 2021–22             | —                                        | —        | —        | —            | —            | —          | —          | 1    | 0    | 1         | 0         |
| Crystal Palace        | 2021–22             | Giải bóng đá Ngoại hạng Anh              | 0        | 0        | 0            | 0            | 0          | 0          | —    | —    | 0         | 0         |
| Crystal Palace        | 2022–23             | Giải bóng đá Ngoại hạng Anh              | 0        | 0        | 0            | 0            | 0          | 0          | —    | —    | 0         | 0         |
| Crystal Palace        | Tổng cộng           | Tổng cộng                                | 0        | 0        | 0            | 0            | 0          | 0          | 0    | 0    | 0         | 0         |
| Swindon Town (mượn)   | 2021–22             | EFL League Two                           | 19       | 0        | 0            | 0            | —          | —          | 2    | 0    | 21        | 0         |
| RWD Molenbeek (mượn)  | 2022–23             | Challenger Pro League                    | 30       | 3        | 1            | 0            | 0          | 0          | —    | —    | 31        | 3         |
| Lyon                  | 2023–24             | Ligue 1                                  | 5        | 1        | 0            | 0            | —          | —          | —    | —    | 5         | 1         |
| Tổng cộng sự nghiệp   | Tổng cộng sự nghiệp | Tổng cộng sự nghiệp                      | 63       | 4        | 2            | 0            | 0          | 0          | 6    | 0    | 71        | 4         |

1. ↑  Bao gồm Cúp FAI, Cúp FA, Cúp bóng đá Bỉ và Cúp bóng đá Pháp
2. ↑  Bao gồm Cúp Liên đoàn Ireland và Cúp EFL
3. ↑  Ra sân tại Munster Senior Cup.
4. ↑  Ra sân tại EFL Trophy.
5. ↑  Ra sân tại play-off League Two 2022.

## Danh hiệu
R.W.D. Molenbeek
- Challenger Pro League: 2022–23[12]